# Tristan Knowles
Tristan Malcolm Knowles, OAM (nascido em 25 de abril de 1983) é um atleta paralímpico australiano que compete na modalidade basquetebol em cadeira de rodas. Tristan disputou os Jogos Paralímpicos de Verão de 2004, 2008, 2012 e 2016, conquistando medalhas de prata em 2004 e 2008 e ouro em 2008. Foi medalhista de ouro no campeonato mundial da mesma modalidade em 2010 e 2014, além de ficar com a prata em 2006.

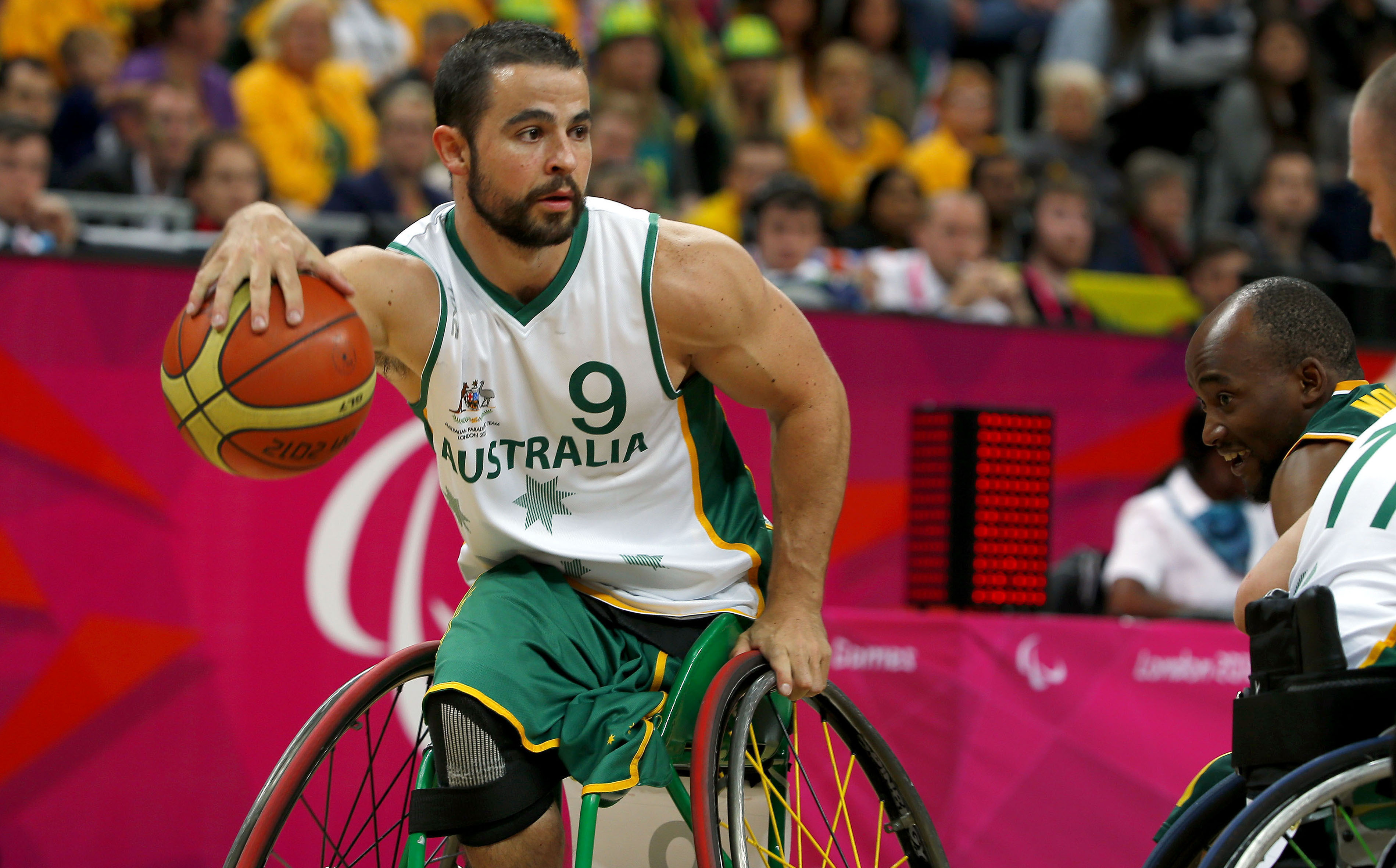
Tristan durante os Jogos Paralímpicos de Londres 2012.